# Celia Bobak
Celia Bobak é uma diretora de arte americana. Como reconhecimento, foi nomeado ao Oscar 2016 na categoria de Melhor Direção de Arte por The Martian.